# Columna del Príncipe de Gales
La columna del Príncipe de Gales (conocida también en la actualidad como columna del Adiós) es un monumento conmemorativo de la visita de Carlos, príncipe de Gales (futuro Carlos I de Inglaterra) a España.

## Historia
En 1623 Carlos, entonces príncipe de Gales, viajó a España para pedir la mano de la infanta María Ana, hermana de Felipe IV. La estancia del príncipe en España duró desde marzo de 1623 hasta septiembre de ese año. Felipe IV y el príncipe de Gales se despidieron el 12 de septiembre de 1623 en la Casa-fuerte de El Campillo.
Tras la marcha del príncipe de Gales, Felipe IV mandó erigir una columna conmemorativa de la visita y las paces hechas con ese príncipe en el lugar donde se produjo la despedida. El encargado de diseñarla fue el arquitecto del rey, Juan Gómez de Mora. 
La columna estaba finalizada a finales de octubre o mediados de noviembre de 1623.
La columna contaba con un epitafio latino escrito por Fernando Chirino de Salazar, jesuita y confesor del conde-duque de Olivares.
En 1965 Andrés de Gregorio encontró distintos fragmentos de la columna, que fue reconstruida y reinaugurada en enero del año siguiente. Tras esta reconstrucción la columna fue también conocida como columna del Adiós.

## Descripción
La columna se situaba entre las cercanías de las casas reales de El Campillo y Monesterio.
En su forma original el monumento medía unos cinco metros de alto y unos 64 centímetros de diámetro en la parte más ancha del fuste de la columna.

La columna presentaba el siguiente epitafio latino:
Hic ubi fausta sunt tullit ad prærupti montis radices in late patenti campulo solemni Regum venatione nobili, sed insolentis rei eventu longè nobilior.
Philipus IIII. Hispaniarum, Indiarumque Rex Catholicus, et Carolus Sereníssimus Waliae Princeps, pactis cum Sereníssima Infante nuptiis, ad quas petendas (i fama per Orbem) in Hesperiam properarat, dextras dederunt, et in amplexus, peramantes ruentes, pacis et amicitæ æternae fædera nodo astrictierunt Herculeo Oh magnum et invictum Regem pars sine pari, imò ipsi potius perfide affrendente, nec Hercules contra duos, contra omnes duo Alcidae solo, saloque; insuperabilis sisti Fama. Non plus ultra.
Viderunt, suspexerunt duo Austriacae sobolis incrementa máxima, Carolus et Ferdinandus, Serenissimi Infantes; Gaspar, Excellentissime Olivariorum Comes, à Belli Statusque Consiliüs Hispaniarum Megistanes, sacratioris cubili, et stabuli Regii summus Præfectus; Didacus, Carpensis Marchio, cui fas per sacratioris aulæ limen. Ex Britannis Heroibus, Ioannes, Bristolicus Comes, Orator extra ordinem, Gualterius Astomius, legatus, ex munere Baro Kensintnius, Prætorianæ militæ Britannicæ Princeps.
Posteritate sacrum

### Individuales
1. ↑  Undurraga Letelier, 2016, p. 164.
2. ↑  Almansa y Mendoza, Andrés de (1886). Cartas de Andres de Almansa y Mendoza: Novedades de esta corte y avisos recibidos de otras partes, 1621-1626. Imprenta de Miguel Ginesta. pp. 240-241. Consultado el 6 de marzo de 2023.